# Guerres d'Itàlia
Les Guerres d'Itàlia van ser un seguit de conflictes entre 1494 i 1559 que van involucrar, en diverses etapes, tots els grans estats d'Europa occidental (França, la Monarquia Hispànica, el Sacre Imperi Romanogermànic, Anglaterra, Escòcia, la República de Venècia, els Estats Pontificis i la major part de les ciutats estat italianes) a més de l'Imperi Otomà. Inicialment originades per les disputes dinàstiques sobre el Ducat de Milà i el Regne de Nàpols, les guerres van desembocar en un conflicte generalitzat pel poder i el territori entre diversos participants, i van estar marcades per un creixent grau d'aliances, contra-aliances i habituals traïcions.

## Origen
El Regne de Nàpols, fins a l'any 1442, va estar en mans de la família d'Anjou, casa derivada dels Capets. En aquesta data, la Corona d'Aragó amb el rei Alfons el Magnànim, en va prendre el control. La família d'Anjou va intentar sense descans recuperar-ne la possessió. El seu darrer representant, Renat I, va morir l'any 1480, i els seus drets sobre el tron van passar al Regne de França, sobre la qual regnava des de l'any 1483 Carles VIII. L'any 1486, alguns barons del Regne de Nàpols, que havien romàs fidels als Angevins, van revoltar-se. Vençuts, van haver de refugiar-se a França. A partir d'aleshores, els monarques francesos van intentar fer valdre els seus drets durant gairebé 60 anys.
Després de les Guerres de Llombardia entre Venècia i Milà, que van concloure amb el Tractat de Lodi l'any 1454, el nord d'Itàlia havia romàs en pau durat el llarg període dels regnats de Cosme de Mèdici i Llorenç de Mèdici a Florència, amb la notable excepció de la Guerra de Ferrara del 1482 al 1484.

## Invasions inicials

Itàlia l'any 1494.

### Guerra d'Itàlia de 1494–98
Ludovico Sforza de Milà, a la recerca d'un aliat contra la República de Venècia, va encoratjar Carles VIII de França a envair Itàlia, amb el pretext de la reivindicació angevina del tron de Nàpols. En morir Ferran I de Nàpols i atenint-se al Tractat de Barcelona (1493), l'any 1494, Carles va envair la península, possiblement esperant utilitzar Nàpols com a base d'una croada contra els turcs. Durant uns mesos, les forces franceses van moure's per Itàlia gairebé sense oposició, atès que els exèrcits de les ciutats estat italianes eren incapaços de resistir-hi. No obstant això, el seu saqueig de Nàpols va provocar finalment la reacció, i es va constituir contra França l'anomenada Lliga de Venècia, amb l'objectiu de fer tornar a casa l'exèrcit francès de Carles. Malgrat una victòria tàctica dels exèrcits francesos contra la Lliga en la batalla de Fornovo, la formació de la Lliga va forçar el rei francès a recular. Després de fracassos inicials, el més notable dels quals va ser la desastrosa Batalla de Seminara, Ferran II de Nàpols, amb l'ajuda del general castellà Gonzalo Fernández de Córdoba, va reduir la guarnició francesa al Regne de Nàpols. Ludovico, havent traït els francesos a Fornovo, va conservar el seu tron fins a l'any 1499, quan el successor de Carles, Lluís XII de França, envaí la Llombardia i va capturar el ducat de Milà.

### Guerra d'Itàlia de 1499 - 1504
El nou rei de França, Lluís XII, seguint la política del seu antecessor, va seguir reclamant per a si el ducat de Milà i el regne de Nàpols. Amb la intenció d'ocupar el nord d'Itàlia per la via militar va pactar aliances amb la república de Venècia, a la qual va oferir Cremona a canvi de la seva ajuda, i amb Alexandre VI i el seu fill Cèsar Borja, als quals va oferir territoris de la Romanya. L'agost de 1499 un exèrcit francès va creuar els Alps i va marxar sobre el Milanesat, sota el govern del duc Lluís Sforza. Davant la superioritat militar francesa, aquest va abandonar Milà, que va ser ocupat per Gian Giacomo Trivulzio al comandament de les tropes de Lluís XII.
Sforza va buscar l'ajuda dels turcs del sultà Baiazet II (enfrontat ja des d'abans amb Venècia), i va reclutar un exèrcit de mercenaris suïssos amb els quals al gener va aconseguir recuperar les principals ciutats del ducat, però l'abril va ser traït pels mercenaris suïssos a Novara, sent capturat igual que el seu germà Ascanio.
Cèsar Borja, mentrestant, va prendre Imola i Forli a Caterina Sforza, Rímini, Pesaro i Faenza, a la Romanya, davant la passivitat o la prudència dels petits estats veïns, temorosos de l'enfrontament contra la coalició franco-veneciana-papal.
L'any 1500, Lluís XII de França, havent signat un acord amb Ferran el Catòlic per a dividir el Regne de Nàpols, va marxar cap al sud des de Milà. El 1502, forces espanyoles i franceses combinades havien pres el control del regne. No obstant això, desacords sobre el repartiment del regne van portar a una guerra entre Lluís i Ferran. L'any 1503, Lluís, vençut a la batalla de Cerignola, després del frustrat Setge de Salses i una nova derrota a la batalla de Garellano, i va ser forçat a abandonar Nàpols per la capitulació de Gaeta, deixant el regne sota el control de Gonzalo Fernández de Córdoba, virrei d'Espanya conegut com el Gran Capità.

## Aliances inestables

### Guerra d'Itàlia de 1508–16
Mentrestant, el Papa Juli II havia incrementat el seu interès a frenar l'expansió territorial de la República de Venècia, i l'any 1508 va formar la Lliga de Cambrai, mitjançant la qual França, Espanya, el Papat i el Sacre Imperi Romanogermànic acordaven oposar-se als venecians. Tot i que la Lliga va destruir la major part de l'exèrcit venecià a la batalla d'Agnadello, l'any 1509, no va reeixir en capturar Pàdua, i l'any 1510, Juli, ara veient França com la principal amenaça, va abandonar la Lliga i es va unir a Venècia. Després d'un any de lluita a la Romanya, durant el qual l'aliança vèneto-papal va ser repetidament vençuda, el Papa va proclamar una Lliga Santa contra França. Aquesta nova Lliga va engrossir ràpidament, incloent-hi Anglaterra, Espanya i l'Imperi Romanogermànic.
Les forces franceses, comandades per Gastó de Foix van infligir una vergonyosa derrota a l'exèrcit espanyol a la Batalla de Ravenna, l'any 1512, però Gastó va ser mort durant la batalla, i les forces franceses van ser obligades a abandonar Itàlia a causa de la invasió de Milà per part dels suïssos, que van reinstaurar Maximilià Sforza al tron ducal. La Lliga Santa, victoriosa, va desfer-se per disputes sobre el repartiment del botí territorial, i l'any 1513 Venècia es va aliar amb França, acordant el repartiment de la Llombardia entre ambdues.
Lluís va organitzar una altra invasió de Milà, però va ser vençut a la batalla de Novara, la qual va ser immediatament seguida per una sèrie de victòries de la Lliga Santa a La Motta, Guinegate i Flodden Field, en les quals, les forces franceses, venecianes i escoceses van ser decisivament vençudes. No obstant això, la mort de Juli II va deixar la Lliga sense un lideratge efectiu, i quan el successor de Lluís, Francesc I, va vèncer els suïssos a Marignano l'any 1515, la Lliga es va col·lapsar, i amb els tractats de Noyon i Brussel·les, va lliurar a França i Venècia la totalitat del nord d'Itàlia.

### Guerra d'Itàlia de 1521–26
L'ascensió al tron de Carles I de Castella i Aragó al Sacre Imperi Romanogermànic, una posició que desitjava Francesc I de França, va portar al trencament de relacions entre França i els Habsburg. L'any 1519, la invasió espanyola de Navarra, nominalment un feu francès, va proporcionar a Francesc el pretext per a iniciar una guerra generalitzada; les forces franceses van penetrar a Itàlia amb l'objectiu d'expulsar Carles de Nàpols. Però els francesos es van veure sorpresos per l'ús tàctic de l'arcabús que feia l'exèrcit espanyol, i hi van patir una sèrie de derrotes a Bicocca i Sesia contra l'exèrcit espanyol comandat per Fernando de Ávalos. Amb el mateix Milà amenaçat, Francesc, personalment, va encapçalar un exèrcit francès cap a Llombardia l'any 1525, però va ser novament vençut i capturat a la batalla de Pavia. Empresonat a Madrid, Francesc va ser forçat a acceptar importants concessions territorials sobre els seus territoris italians.

### Guerra d'Itàlia de 1526–30
També anomenada Guerra de la Lliga de Cognac
L'any 1526, el Papa Climent VII, alarmat pel creixent poder de l'Imperi, va formar la Lliga de Cognac contra Carles V, aliant-se amb la República de Venècia, Florència i diverses ciutats estat italianes, a més de França. No obstant això, Venècia va rebutjar aportar-hi tropes. Amb la retirada de les tropes franceses de Llombardia, Carles va procedir a sotmetre Florència, i l'any 1527, les tropes imperials van avançar vers el sud, produint-se fins i tot el saqueig de Roma. Climent va ser empresonat, i no va ser capaç d'oferir resistència a Carles. Amb el Tractat de Cambrai, de 1529, que formalment retirava França de la guerra, la Lliga es va dissoldre; Venècia va signar la pau amb Carles, mentre que Florència va ser posada de nou sota el control dels Mèdici.

## Habsburg contra Valois

### Guerra d'Itàlia de 1535–38
La tercera guerra entre Carles V i Francesc I va començar amb la mort de Francesc Maria Sforza, duc de Milà. Quan el fill de Carles, Felip va heretar el ducat, Francesc va envair Itàlia, capturant Torí, però no va reeixir a prendre Milà. En resposta, Carles va envair la Provença, avançant sobre Ais, però es va retirar cap a Espanya abans d'atacar la fortificada ciutat d'Avinyó. La Treva de Niça va concloure la guerra, deixant Torí en mans franceses, però no provocant de fet canvis significatius en el mapa d'Itàlia.

### Guerra d'Itàlia de 1542–46
Francesc, aliant-se amb Solimà I de l'Imperi Otomà, va llançar una invasió final d'Itàlia. Una flota franco-otomana va capturar la ciutat de Niça l'agost de 1543, i va posar-ne setge a la ciutadella. Els defensors van ser alliberats en el termini d'un mes. Els francesos, sota el comandament de François, Comte d'Enghien, van vèncer un exèrcit imperial a la batalla de Ceresole l'any 1544, però no van aconseguir penetrar més endins de la Llombardia. Aleshores, Carles i Enric VIII d'Anglaterra van procedir a envair el nord de França, capturant Boulogne i Soissons. La manca de cooperació entre els exèrcits espanyol i anglès, unida a la creixent agressivitat dels atacs otomans, van forçar Carles a abandonar aquestes conquestes, restaurant-ne de nou el seu statu quo.

### Guerra d'Itàlia de 1551-1559
L'any 1551, Enric II de França, que havia succeït Francesc al tron, va declarar la guerra a Carles amb l'intent de reprendre Itàlia i d'assegurar el domini de França sobre Europa. Una inicial ofensiva sobre Lorena va tenir èxit, però la planejada invasió francesa de la Toscana l'any 1553 va ser frenada en la batalla de Marciano. El gener de 1556 l'emperador va abdicar. Maria I d'Anglaterra i Felip II de Castella vivien separats; va ser declarat rei d'Espanya a Brussel·les i ella es va quedar a Anglaterra. Felip va negociar una treva inestable amb els francesos el febrer de 1556. El mes següent, l'ambaixador francès a Anglaterra, Antoine de Noailles, es va veure implicat en la conspiració de Dudley contra Maria quan Sir Henry Dudley va intentar reunir una força d'invasió a França. Felip va tornar a Anglaterra de març a juliol de 1557 per persuadir a Maria de donar suport a Espanya en la guerra contra França. Maria estava a favor de la declaració de la guerra, que es va declarar el juny de 1557 després que el nebot de Reginald Pole, Thomas Stafford, va envair Anglaterra i es va apoderar del castell de Scarborough amb ajuda francesa, en un intent fallit de deposar Maria. Com a conseqüència de la guerra, les relacions entre Anglaterra i el papat es van tensar, ja que Pau IV es va aliar amb Enric II de França. A l'agost, les forces angleses van vèncer en la Batalla de Sant Quintí però el gener de 1558 els francesos van prendre Calais, l'única possessió anglesa que quedava al continent.

## Arts de guerra
Les Guerres d'Itàlia van ser testimoni d'avanços significatius en la tecnologia i la tàctica militar, incloent-hi artilleria de campanya, mosquets i tàctiques amb armes combinades.

## Impacte
La pau amb França a Pau de Cateau-Cambresis, en la que el rei Enric II de França va renunciar a les seves reivindicacions italianes, es va confirmar la sobirania de Nàpols i Milà al rei Felip II d'Espanya, es va ratificar la possessió de Parma i Piacenza a Farnese, la de Siena als Médici, i la restauració de gran part de les possessions de la Casa de Savoia. La Casa d'Habsburg espanyola s'havia establert com la primera potència europea, en detriment de França.
Els estats italians, que havien gaudit d'un poder desproporcionat respecte de la seua mida durant l'edat mitjana i el Renaixement, van quedar reduïts a potències de segon rang o van ser completament eliminats. Les Guerres d'Itàlia van influir en l'obra de Leonardo da Vinci, per exemple desbaratant els seus plans d'esculpir l'any 1495 una gran estàtua d'un cavall (el "Gran Cavallo"), quan les setanta tones de bronze que hi calien van haver de ser foses per a fabricar armes per a la defensa de Milà.

## Historiografia
Les Guerres d'Itàlia són un dels conflictes bèl·lics dels que es disposa de més testimonis contemporanis dels seus protagonistes, havent involucrat alguns oficials literats i sovint extremadament cultes.

### Nomenclatura
La nomenclatura dels diferents conflictes de les Guerres d'Itàlia no ha estat mai estandarditzada, i ha variat segons el punt de vista dels diferents historiadors i l'evolució dels estudis històrics. Algunes de les guerres solen separar-se o unir-se donant un elevat nombre de permutacions, provocant que les denominacions mitjançant nombres ordinals no siguen consistents quan es comparen diferents fonts. Per referir-s'hi també s'han usat les dates o els monarques que hi van intervenir.